# Còlit de Somàlia
El còlit de Somàlia (Oenanthe phillipsi) és una espècie d'ocell de la família dels muscicàpids (Muscicapidae) pròpia de l'Àfrica subsahariana. Es troba a Etiòpia i Somàlia. Habita els matollars secs subtropicals o tropicals i pastures de terres baixes seques subtropicals o tropicals. El seu estat de conservació es considera de risc mínim.